# 日本国憲法第17条
日本国憲法 第17条（にほんこく（にっぽんこく）けんぽう だい17じょう）は、日本国憲法の第3章にある条文で、国・公共団体の賠償責任について規定している。

## 条文
日本国憲法 - e-Gov法令検索

第十七条何人も、公務員の不法行為により、損害を受けたときは、法律の定めるところにより、国又は公共団体に、その賠償を求めることができる。

## 解説
公務員が不法行為を行った場合には、その損害に関する賠償責任は、その公務員個人にのみ帰属するのではなく、むしろ国や地方自治体が損害賠償を行う責任を負うことを規定するものである。構造としては、使用者責任に類似するが、使用者・監督者としての過失という概念は存在しない。
具体的な賠償を求める方法については、法律への委任事項となっており、その「法律」として制定されたのが、国家賠償法である。公務員の不法行為について国・公共団体が責任を負うのは、一般にそれが、公権力の行使において行われた場合に限られる。それ以外の場合には、不法行為責任の原則どおり、不法行為者である個人たる公務員に対して責任を問うこととなる。

## 沿革

### 大日本帝国憲法
なし

### GHQ草案
なし

### 憲法改正草案要綱
なし

### 憲法改正草案
なし

## 関連訴訟
- 郵便法事件（最高裁判例 2002年9月11日）

## 他の国々の場合
- ドイツ連邦共和国基本法第34条
- 中華民国憲法第24条
- 大韓民国憲法第29条